# Kubra Noorzai
Kubra Noorzai, född 1932, död 1986, var en afghansk politiker. Hon var sitt lands första kvinnliga minister. Hon var hälsominister 1965-1969.
Hon utbildades i Frankrike och blev 1958 verksam inom utbildningssektorn för flickor efter sin hemkomst till Afghanistan. År 1959 blev hon en av de första afghanska kvinnor som följde drottning Humaira Begums exempel genom att sluta bära slöja. 